# Simulium oyapockense
Simulium oyapockense es una especie de insecto del género Simulium, familia Simuliidae, orden Diptera.
Fue descrita científicamente por Floch & Abonnenc, 1946.